# ألفريد سوان
ألفريد سوان (Alfred Swahn) هو لاعب أولمبي لرياضة الرماية من السويد. شارك في الأولمبياد الصيفي في 1908–1924، وفاز بما مجموعه 9 ميداليات.

## الميداليات
| ذهب | فضة | برونز | المجموع |
| 3   | 3   | 3     | 9       |

## روابط خارجية
- ألفريد سوان على موقع الاتحاد الدولي (الإنجليزية)
- ألفريد سوان على موقع اللجنة الأولمبية الدولية (الإنجليزية)
- ألفريد سوان على موقع أوليمبيديا (الإنجليزية)
- ألفريد سوان على موقع اللجنة الأولمبية السويدية (السويدية)